# Sebiș
Sebiș là một thị xã thuộc hạt Arad, România. Dân số thời điểm năm 2002 là 6310 người.